# Acheilognathus elongatus
Acheilognathus elongatus is een  straalvinnige vissensoort uit de familie van eigenlijke karpers (Cyprinidae). De wetenschappelijke naam van de soort is voor het eerst geldig gepubliceerd in 1908 door Regan.
De soort staat op de Rode Lijst van de IUCN als Kritiek, beoordelingsjaar 2008.